# Nowowola (gromada)
Nowowola – dawna gromada, czyli najmniejsza jednostka podziału terytorialnego Polskiej Rzeczypospolitej Ludowej w latach 1954–1972.
Gromady, z gromadzkimi radami narodowymi (GRN) jako organami władzy najniższego stopnia na wsi, funkcjonowały od reformy reorganizującej administrację wiejską przeprowadzonej jesienią 1954 do momentu ich zniesienia z dniem 1 stycznia 1973, tym samym wypierając organizację gminną w latach 1954–1972.
Gromadę Nowowola z siedzibą GRN w Nowowoli utworzono – jako jedną z 8759 gromad – w powiecie sokólskim w woj. białostockim, na mocy uchwały nr 22/V WRN w Białymstoku z dnia 4 października 1954. W skład jednostki weszły obszary dotychczasowych gromad Nowowola i Trzcianka ze zniesionej gminy Sidra oraz gromady Plebanowce wraz z miejscowościami Kładziewo kolonia i Dąbrówka kolonia z dotychczasowej gromady Gilbowszczyzna ze zniesionej gminy Sokółka w tymże powiecie. Dla gromady ustalono 11 członków gromadzkiej rady narodowej.
31 grudnia 1959 z gromady Nowowola wyłączono wieś Trzcianka oraz kolonie Kładziewo i Dąbrówka, włączając je do gromady Majewo, po czym gromadę Nowowola zniesiono, włączając jej (pozostały) obszar do nowo utworzonej gromady Sokolany.